# Вакисо (дистрикт)
Вакисо (свх. Wakiso) је дистрикт у Централном региону Уганде. Дистрикт је добио назив по граду Вакисо који је седиште дистрикта.

## Положај
Вакисо дистрикт лежи у Централном региону земље, на граници са дистриктом Накасеке и Луверо на северу, дистриктом Муконо на истоку, дистриктом Калангала и Викторијиним језером на југу, дистриктом Мпиги на југозападу и са дистриктом Митијана на северозападу. Седиште дистрикта, Вакисо, налази се на око 20 километара северозападно од Кампале.

## Демографија
Процењује се да је дистрикт према попису из 1991. године имао 562.900 становника. 
Према попису из 2002 Вакисо је имао 957.300 становника, што га је чинило другим 
најмногољуднијим дистриктом Уганде. У то време 53% становништва су биле 
особе које су имале испод 18 година. Дистрикт убрзо постаје урбанизован, а главне 
економске активности окрећу се пољопривреди, трговини 
и индустрији. 
| Година | Број становника | Година | Број становника | Година | Број становника |
| ------ | --------------- | ------ | --------------- | ------ | --------------- |
| 1991   | 562.887         | 2002   | 907.988         | 2014   | 2.007.700       |

## Администрација
Дистрикт Вакисо се састоји од једне општине (Ентебе) и две грофовије (Кијадондо и Бусиро). Дистрикт је подељен и на следеће административне јединице;
- Бусукума
- Ентебе
- Гомбе
- Какири
- Катаби
- Касанџе
- Кира
- Макиндије
- Масулита
- Набверу
- Намајумба
- Нангабо
- Нансана
- Нсанги
- Сиса
- Вакисо

Седиште дистрикта налази се у граду Вакисо. Вакисо дистрикт има површину од 2.704 квадратних километара.

## Туристичке знаменитости
Туристичке знаменитости у дистрикту су:
- Културне знаменитости Буганде и Кабакове палате
- Стара Кампала
- Ботаничка башта Ентебе
- Интернационални аеродром Ентебе
- Државна кућа - Ентебе
- Острво Нгамба у језеру Укереве
- Образовни центар Вајлдлајв Уганда
- Уточиште за шимпанзе
- Острво Булаго
- Викторијино језеро (Укереве)
- Базилика Мученика Угандских
- Национални стадион Мандела у Намбулу

## Викторијино језеро
Викторијино језеро је највеће језеро у Африци по површини и друго по запремини пијаће воде на свету. Језеро је главно место за слободне активности. Водени спортови на језеру су: спортски риболов, рафтинг, једрење, веслање на кануу итд.